# Roudenský rybník
Roudenský rybník se nachází cca 2 km na severovýchod od zámku Hrubá Skála v okrese Semily. Plošná výměra rybníka činí 4,35 ha. Objem vody při provozní hladině, tj. ve zdrži je 73 000 m³.

## Historie
Stavba rybníka Roudný byla povolena ONV v Semilech dne 8. 5. 1973. Již předtím zde ale vzniklo těleso dnešní hráze v nezměněné podobě, která byla vytvořena vyhrnutím zeminy z budoucího zatopeného území. Vše provádělo a financovalo JZD Sedmihorky a to proto, že v Radvánovicích pro vlastní zemědělský areál byl nedostatek vody z vodovodního řádu (ten se nakonec budoval v roce 1982 – průměr přivaděče 160 mm).

## Současnost
Areál ale i v současnosti odebírá vodu z rybníka pro mytí strojů, automobilů atd. Stavební povolení bylo vydáno pro Český rybářský svaz Turnov (JZD nemohlo mít rybník) a tato místní organizace obhospodařuje vodní plochu do dnešních dnů. ČRS Turnov se snaží o dotaci, neboť těleso hráze rybníka je narušené a voda protéká mimo výpust.
V místě dnešní vodní plochy byly silně zamokřené louky, na kterých kvetlo tisíce bledulí. Bývalo to zde podobné jako za nedalekým rybníkem Věžák. Dnešní krásu rybníka podtrhuje řada mohutných pískovcových skal, které lemují celou jeho jižní stranu.